# Matilde Moisant
Matilde Moisant (13. září 1878, Earl Park, Indiana, Spojené státy americké – 5. února 1964 Glendale, Kalifornie, Spojené státy americké) byla americká pilotka, druhá žena, která získala pilotní licenci ve Spojených státech amerických. Zároveň byla devátá žena na světě, která získala pilotní licenci. Létání se věnovala v letech 1911–1912. Skončila po vlastní havárii při přistání a smrti svého bratra Johna Moisanta a blízké kamarádky Harriet Quimby při leteckých nehodách.

## Životopis

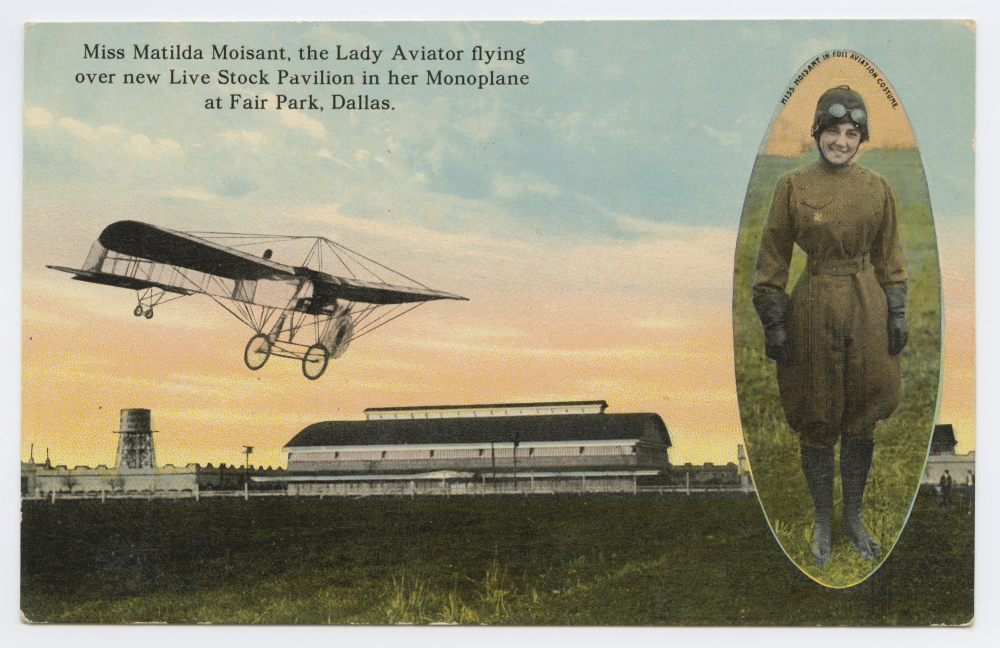
Pohlednice připomínající letecké vystoupení Matilde Moisant s letounem Blériot XI

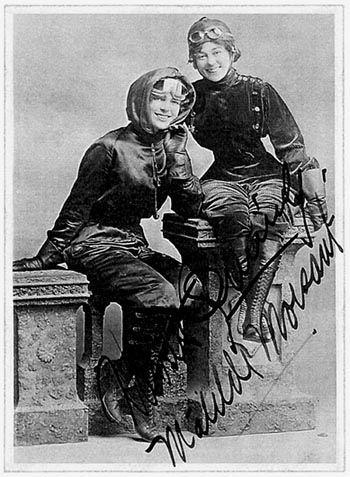
Harriet Quimby (vlevo) a Matilde Moisant, první dvě americké držitelky pilotní licence

Narodila se roku 1878 do početné francouzsko-kanadské rodiny. Starala se o domácnost svého nejstaršího bratra Alfreda Moisanta na rodinných sídlech v kalifornské Alamedě a v Salvadoru. Když se její bratr John Moisant stal pilotem, k zájmu o letectví to přivedlo celý klan Moisantů. Mimo jiné začali sponzorovat letecké přehlídky a pilotní licenci získal i Alfred. Na jedné z nich byla Matilde pasažérkou v rychlém Fiatu. Letectví učarovalo i jí.
V roce 1910 se Matilde na mezinárodním leteckém turnaji v Belmont Parku v New Yorku seznámila s novinářkou Harriet Quimby. Obě byly chytré svobodné třicátnice, frustrované omezeními, jež jim kladla společnost. Brzy se spřátelily. Závodu se účastnil i John Moisant. Harriet si od něj vymohla slib, že jej naučí létat, avšak John zanedlouho zemřel při letecké nehodě.
Na jaře 1911 Alfred Moisant s šesti dalšími piloty založil Moisantovu leteckou školu v Hempsteadu na Long Islandu. Mezi první studující této školy patřila i Harriet Quimby. Za nějaký čas se Harriet zeptala své kamarádky: „Till, proč se nejdeš učit létat? Máš stejně rozumu jako já.“ Jí v tom však bránily obavy z reakce rodiny a společnosti. Nakonec ji však Harriet přemluvila a do letecké školy chodily spolu. Obě se přitom ukázaly jako talentované letkyně. Otázkou bylo, která složí dříve zkoušky a stane se první americkou letkyní. Matilde později vzpomínala, že létala hlavně pro zábavu, zatímco u Harriet to byla součást její kariéry. Harriet nakonec pilotní licenci získala jako první 1. srpna 1911. Matilde Moisant pilotní licenci získala 13. srpna 1911 jako druhá Američanka.
Obě letkyně se staly miláčky médií a v měsících po získání licence vystupovaly na leteckých show. Dne 24. září 1911 Moisantová na akci Nassau Boulevard Aviation Meet dosáhla výšky 1200 stop, čímž překonala ženský výškový rekord. Překonala přitom výkon Harriet Quimby i belgické účastnice Hélène Dutrieu.
Později se Moisantová postarala o rozruch, když proti vůli policie okresu Nassau se svým letounem vzlétla v neděli. Po přistání tři stovky diváců zabránily policii v jejím zatčení. Pozdější pokus šerifa doručit Moisantovi zatykač selhal, když smírčí soudce prohlásil, že na létání v neděli nevidí nic špatného. Noviny to komentovaly, že Moisantová „jen o vlásek unikla zatčení“.
V listopadu 1911 se Matilde a Harriet s dalšími letci vydali na sérii leteckých show sponzorovaných mexickou vládou. Matilde se tehdy stala první a Harriet druhou ženou, které přeletěly Mexiko. Podnik však skončil neslavně kvůli politickým nepokojům, špatnému počasí a nízké návštěvnosti.
Do jara 1912 se Moisantová věnovala předváděcím letům, při kterých často stoupala do větších výšek, než její mužští kolegové. Poté se na přání své rodiny se rozhodla létání přerušit. Vliv na to mělo i předčasné úmrtí jejího bratra Johna. Poslední akci měla naplánovanou na 14. dubna 1912 do Wichita Falls v Texasu. Její letadlo při přistání začalo hořet kvůli netěsnosti palivové nádrže. Pilotku vytáhli s hořícími šaty, měla popálený krk a obličej, ale kombinéza ji částečně uchránila od dalších zranění. Po této vážné nehodě s létáním přestala. O dva dny později, 16. dubna 1912, její kamarádka Harriet Quimby jako první žena přeletěla Lamanšský průliv. Za necelé tři měsíce však Harriet vypadla z letounu při předváděcím letu a zahynula.
Za první světové války Matilde Moisant pomáhala získávat prostředky pro Červený kříž. Mnoho let žila v Salvadoru a Glendale v Kalifornii. Zemřela roku 1964.